# Behind the Wheel
Singles de Depeche Mode
Never Let Me Down Again
(1987) Little 15
(1988)
Pistes de Music for the Masses
Little 15 I Want You Now
Singles de Depeche Mode
Personal Jesus 2011
(2011) Heaven
(2013)
Pistes de Remixes 2: 81–11
Never Let Me Down Again (Eric Prydz Mix)
(27) Leave in Silence (Claro Intelecto 'The Last Time' Remix)
(29)
Behind the Wheel est le vingtième single de Depeche Mode, sorti le 28 décembre 1987, troisième extrait de l'album Music for the Masses. Culminant à la 21e place du classement des meilleures ventes de single au Royaume-Uni, il atteint la 6e place en RFA. En France, le single atteint la 21e place du Top 50.

## Informations
Behind the Wheel utilise un tempo qui donne l'impression d'être sur la route à bord d'une voiture. Des samples sont utilisés notamment au début avec le bruit d'un enjoliveur se détachant d'une roue, mais aussi au milieu et vers la fin avec un bruit de moteur à plein turbo (c'est la Porsche de Dave Gahan qui a été samplée). L'image de ne pas conduire et d'être passager, ne représente pas, comme le veut la légende chez les fans, le fait de ne pas avoir le permis de conduire (ce qui est le cas de Martin Gore), il s'agit plutôt du fait de s'en remettre à quelqu'un d'autre, son partenaire, sur tous les aspects de sa vie et ainsi donner à cette personne le contrôle et le choix
La face B présente sur le single est une reprise du classique de Bobby Troup, Route 66, qui tient son nom de la route du même nom. La musique sur cette reprise est similaire, mais contient des samples de Behind the Wheel (notamment sur le pont). En fait, plusieurs mix combinant les deux ensemble existent. Martin Gore est le chanteur sur Route 66, tandis que Dave Gahan et Gore chantent ensemble sur Behind the Wheel. À l'occasion du World Violation Tour de 1990, Gahan a chanté Route 66 en lieu et place de Gore.
Il existe une version remixée par les Beatmasters pour les deux chansons. La version Route 66 (Beatmasters Mix) qui est sans doute le remix le plus connu de la reprise de DM, apparait sur la compilation Remixes 81–04, et figure aussi sur la bande sonore du jeu vidéo Burnout Paradise.
Behind the Wheel est une des chansons favorites des fans mais aussi du groupe, elle est en effet apparue sur toutes les tournées de Depeche Mode à l'exception de l'Exciter Tour de 2001 et du Global Spirit Tour de 2017-2018.

### Clips musicaux
Il existe deux versions du clip de Behind the Wheel. La version originelle, issue de la compilation de clips Strange, utilise la version vinyle. Il existe aussi une version écourtée utilisant la version remix du vinyle 7" du single. Celle-ci figure sur la compilation The Videos 86-98. Les deux sont réalisés par Anton Corbijn. Le clip, tourné en Italie, commence avec la même voiture du clip de Never Let Me Down Again qui est remorquée - le clip peut être considéré comme une suite du clip du précédent single.

## Liste des chansons
Behind the Wheel est l'œuvre de Martin Gore. Route 66 est un titre composé par Robert William Troup Jr..
Vinyle 7"Mute / 7Bong15 (R-U)
1. Behind the Wheel (Remix) – 3:58
2. Route 66 – 4:08

Vinyle 12"Mute / 12Bong15 (R-U)
1. Behind the Wheel (Shep Pettibone Mix) – 5:55
2. Route 66 (Beatmasters Mix) – 6:19

Vinyle 12"Mute / L12Bong15 (R-U)
1. Behind the Wheel (Beatmasters Mix) – 7:58
2. Route 66 (Casualty Mix) – 10:39 (remixé par Dave Allen)

CDMute / CDBong15 (R-U)
1. Behind the Wheel (7" Remix) – 3:58
2. Route 66 – 4:09
3. Behind the Wheel (Shep Pettibone Mix) – 5:57
4. Behind the Wheel (LP Mix) – 5:18
5. Behind the Wheel (Remix) – 3:58
6. Route 66 – 4:11
7. Behind the Wheel (Shep Pettibone Mix) – 5:57
8. Route 66 (Beatmasters Mix) – 6:21
9. Behind the Wheel (Beatmasters Mix) – 8:01
10. Route 66 (Casualty Mix)" – 10:42
11. Behind the Wheel (LP Mix) – 5:18

- Cette version est celle de la réédition de 1992.

CassetteMute / CBong15 (R-U)
1. Behind the Wheel (Shep Pettibone Mix) – 5:57
2. Route 66 (Beatmasters Mix) – 6:21
3. Behind the Wheel (LP Mix) – 5:18

Vinyle 7"Sire / 7-27991 (US)
1. Behind the Wheel (Remix) – 3:58
2. Route 66/Behind the Wheel (Mega-Single Mix) – 4:15 (remixé par Ivan Ivan)

Vinyle 12"Sire / 0-20858 (US)
1. Behind the Wheel/Route 66 (Megamix) – 7:51 (remixé par Ivan Ivan)
2. Behind the Wheel/Route 66 (Megadub) – 6:17 (remixé par Ivan Ivan)
3. Behind the Wheel (Extended Remix) – 5:57
4. Behind the Wheel (Beatmasters Mix) – 8:01

Vinyle 12"Sire / PRO-A-2952 (US PROMO)
1. Behind the Wheel (Extended Remix) – 5:50
2. Behind the Wheel (Dub) – 6:00
3. Behind the Wheel (Beatmasters Mix) – 8:00
4. Behind the Wheel (7" DJ Remix) – 3:48

CDSire / PRO-CD-2953 (US PROMO)
1. Behind the Wheel (Remix) – 4:03
2. Behind the Wheel/Route 66 (Mega-Single Mix) – 4:29 (remixé par Ivan Ivan)
3. Route 66/Behind the Wheel (Mega-Single Mix) – 4:22
4. Behind the Wheel/Route 66 (Megamix) – 7:51 (remixé par Ivan Ivan)
5. Behind the Wheel (Beatmasters Mix) – 8:01
6. Behind the Wheel (Extended Remix) – 5:57

- Les remixs Megamix et Mega-Single de Ivan Ivan sont tout simplement les deux chansons jouées ensemble, alternant l'une et l'autre. Le Mega-Single Mix commence avec Behind The Wheel, et l'autre avec Route 66. Ces versions ne sont pas sorties au Royaume-Uni.
- L'Extended Remix et le Shep Pettibone Mix sont identiques. La version Behind the Wheel/Route 66 (Megamix)  est elle apparue sur le quatrième disque en édition limitée de la compilation Remixes 81–04.

## Classements
| Chart (1987-88)                    | Meilleure position |
| ---------------------------------- | ------------------ |
| Allemagne (GfK Entertainment)      | 6                  |
| Finlande (Suomen virallinen lista) | 15                 |
| France (SNEP)                      | 21                 |
| Irlande (IRMA)                     | 16                 |
| Royaume-Uni (UK Singles Chart)     | 21                 |
| Suède (Sverigetopplistan)          | 10                 |
| Suisse (Schweizer Hitparade)       | 6                  |